# Царські врата

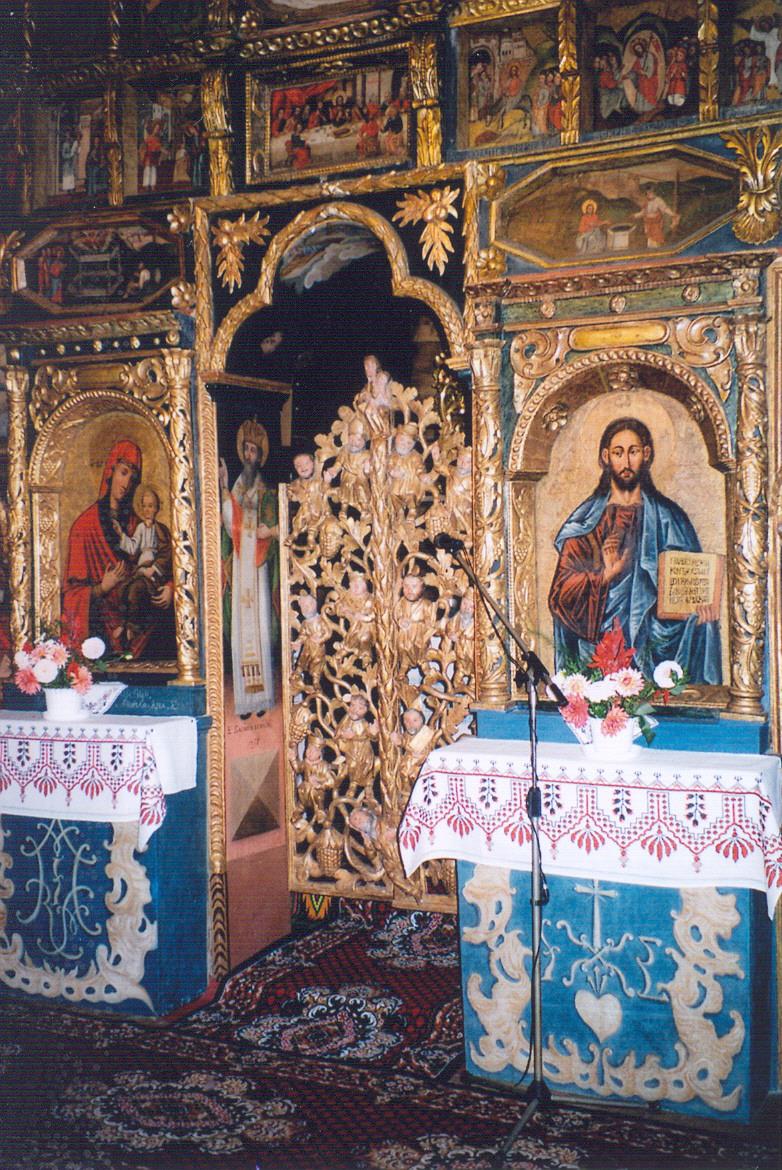
Царські врата в церкві Різдва Богородиці в Хотинці (Польща)

Ца́рські врата́, також ца́рські воро́та, ца́рські две́рі — центральні двостулкові двері іконостаса, що ведуть до престолу у вівтарі. Царські врата ведуть у вівтарну частину храму і символізують собою врата Раю. Як правило, на вратах зображені чотири євангелісти і Благовіщення як символ того, що врата Раю знову стали відкриті для людей. Другою праворуч від Царських врат зазвичай зображується ікона, якою освячений храм.
Царські врата мають велике символічне значення в православному богослужінні. Сама назва «Царські врата» (або «Святі врата») походить від того, що через них входить Цар Слави Господь Ісус Христос у Святих Дарах. На відміну від північних і південних врат іконостаса (т. з. дияконські врата), Царські врата відкриваються тільки для урочистих виходів або інших, описаних уставом, моментів богослужіння. Коли під час богослужіння ієрей або диякон відкриває Царські врата, парафіяни роблять поясний уклін. Також і проходячи повз врата, віруючі зазвичай роблять хресне знамення і уклін. Під час богослужіння в Царські врата можуть входити тільки священнослужителі.